# Бойові контролери Повітряних сил США
Бойові контролери Повітряних сил США (англ. Combat Controllers (CCT), також Команди бойових контролерів Повітряних сил США (англ. United States Air Force Combat Control Team) — оператори сил спеціальних операцій ВПС США, що діють у складі наземних груп бойового забезпечення авіації (ескадрильї спеціальної тактики, англ. Special Tactics Squadrons).
Основні завдання бойових контролерів (авіанавідників) — забезпечення висадки повітряного десанту («патфайндери»), керування повітряним рухом, наведення бойової й транспортної авіації, вогнева підтримка з повітря підрозділів ССО (шляхом завдання авіаційних ударів, ближня підтримка при проведенні операцій, забезпечення безперебійності управління та зв'язку компонентам ССО під час проведення спеціальних операцій у ворожому середовищі.

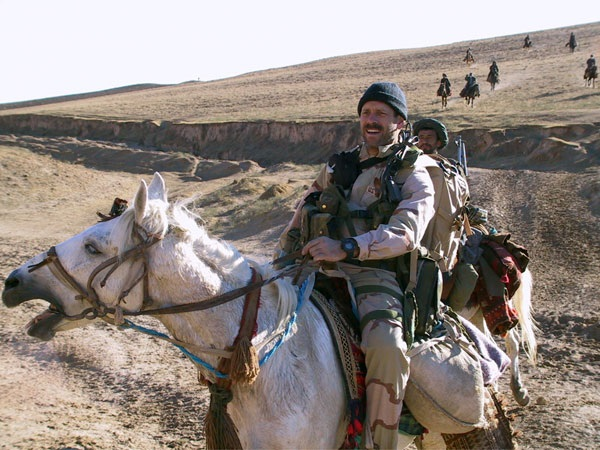
Бойовий контролер штаб-сержант Барт Декер верхи на коні в перші дні військової операції в Афганістані. Осінь 2001

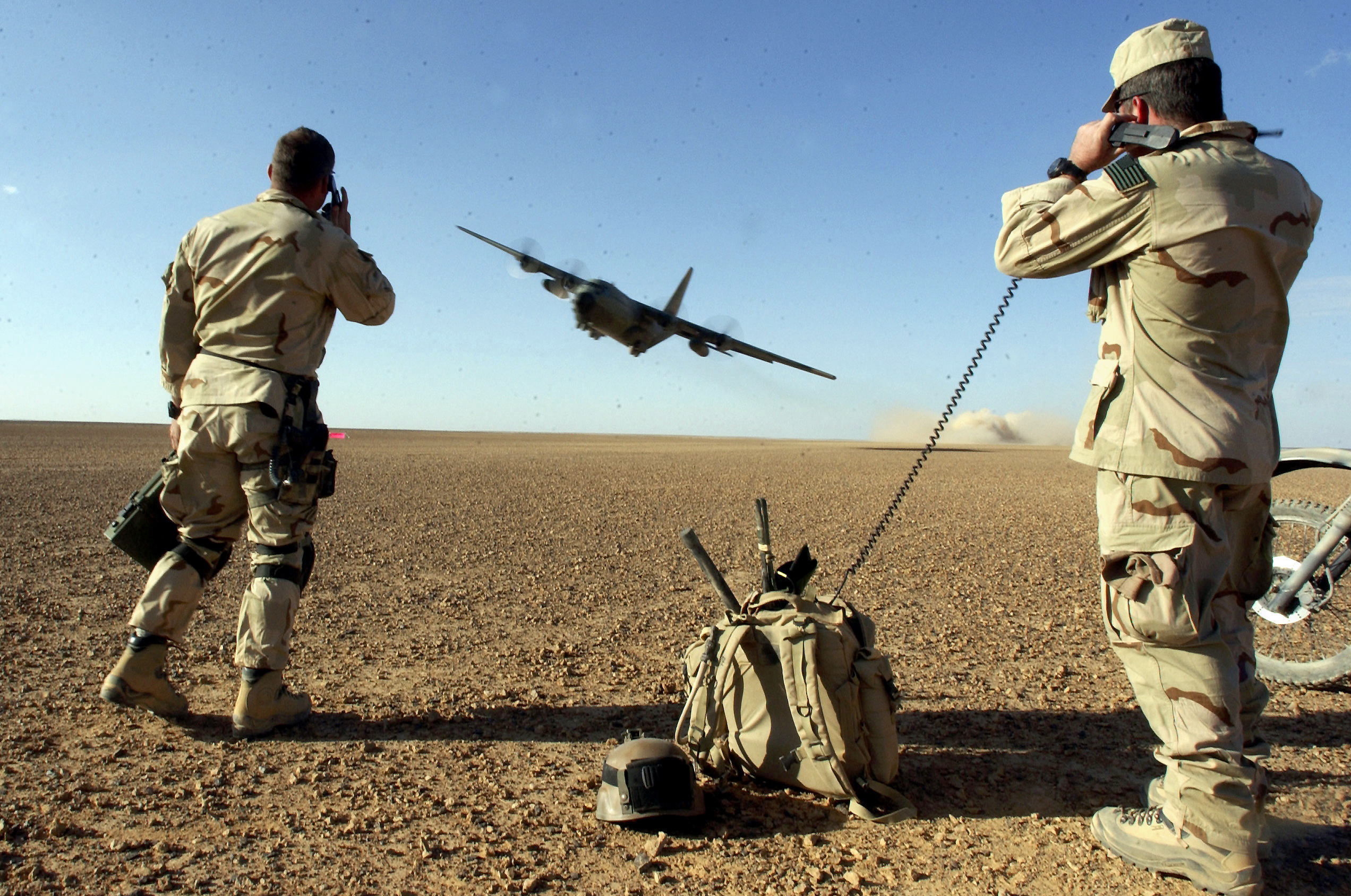
Бойові контролери ВПС США здійснюють контроль зльоту транспортного літака C-130 «Геркулес» з польового аеродрому. Операція «Нескорена свобода» — Афганістан. 15 березня 2003

## Призначення
Команди бойових контролерів Повітряних сил США входять до складу наземних бойових тактичних груп (ескадрильї спеціальної тактики) й включають до свого складу спеціально навчених та тренованих авіанавідників, які мають сертифікати авіаційних диспетчерів керування повітряним рухом Федерального управління авіації США. Основними завданнями, що покладаються на авіанавідників є прибуття їх на непідготовлені майданчики у бойовому або ворожому середовищі для забезпечення авіаційного наведення при проведення спеціальної розвідки, підготовка майданчиків приземлення повітряного десанту або штурмових площадок для аеромобільного (штурмового) десанту з одночасним контролем повітряного руху літаків та вертольотів, керівництво та наведення засобів повітряної вогневої підтримки, забезпечення безперебійності управління та зв'язку компонентам ССО під час проведення спеціальних операцій.
Оператори авіаційного наведення доставляються у визначені райони наземним або повітряним шляхом для підтримки спеціальних операцій: прямих акцій, боротьбі з тероризмом, наданні військової допомоги дружнім силам оборони, участі в гуманітарних операціях, а також при проведенні бойових та небойових пошуково-рятувальних операцій.

## Бойові контролери у складі сил спеціальних операцій Повітряних сил

### ВПС США
- 24-те крило спеціальних операцій
  - 720-та група спеціальної тактики, Гарлбарт Філд, Флорида
    - 21-ша ескадрилья спеціальної тактики, Поуп Філд, Північна Кароліна
    - 22-га ескадрилья спеціальної тактики, Об'єднана база Льюїс-Маккорд, Вашингтон
    - 23-тя ескадрилья спеціальної тактики, Гарлбарт Філд, Флорида
    - 26-та ескадрилья спеціальної тактики, Кеннон, Нью-Мексико

  - 724-та група спеціальної тактики, Поуп Філд, Північна Кароліна
    - 24-та ескадрилья спеціальної тактики
- 352-га група спеціальних операцій, Мілденхолл, Велика Британія
  - 321-ша ескадрилья підтримки спецоперацій
- 353-тя група спеціальних операцій, Кадена, Окінава, Японія
  - 320-та ескадрилья підтримки спецоперацій

### ПС Національної гвардії США
- 123-тя ескадрилья спеціальної тактики, Міжнародний аеропорт «Луїсвілл», Луїсвілл, Повітряні сили Національної гвардії Кентуккі
- 125-та ескадрилья спеціальної тактики, Міжнародний аеропорт «Портленд», Портленд, Повітряні сили Національної гвардії Орегону